# Мищенко, Андрей Петрович
Андре́й Петро́вич Ми́щенко (укр. Андрій Петрович Міщенко; род. 7 апреля 1991, Бутенки, Полтавская область) — украинский футболист, защитник узбекского клуба АГМК.

## Игровая карьера
Начинал играть в футбол в команде «Полтава-Молодь», где провёл два года. Из-за продолжительного заболевания бронх был вынужден вернуться в Кобеляки, где играл в чемпионате области в команде «Колос». В этой команде Мищенко был замечен селекционерами «Горняк-Спорт» Комсомольск, где провёл один сезон, после которого перешёл в команду первой лиги «Сталь» Алчевск. Дебютировал в матче 1 тура против «Титана», первый гол забил в 13 туре донецкому «Олимпику». В следующем сезоне провёл 18 матчей, и в зимнее трансферное окно на него обратил внимание «Севастополь», куда Мищенко перешёл 7 марта 2014 года. В Премьер-лиге дебютировал 27 апреля 2014 года в игре против «Ильичёвца». Всего за крымский клуб сыграл два матча. 26 июня 2014 года было объявлено о том, что клуб прекратил своё существование.
24 июля 2014 года Мищенко перешёл в донецкий «Олимпик». 26 июля 2014 года в игре с одесским «Черноморцем» дебютировал в Премьер-лиге в составе дончан. Провёл 15 матчей в премьер-лиге. 1 сентября 2015 года перешёл в «Маккаби» Нетания. Первый матч провёл в игре 3 тура против «Хапоэля» Тель-Авив. Первый гол забил в матче 10 тура против «Маккаби» Тель-Авив. В сезоне 2015/16 в 27 матчах и забил два гола, но клуб вылетел из элитного дивизиона.
8 июля 2016 года перешёл в состав «Хапоэля» Ашкелон, дебютанта премьер-лиги. Сыграл 16 матчей и получил 3 желтые карточки. 9 января 2017 года контракт был расторгнут.
24 февраля 2018 года после вернулся в «Олимпик». После первого матча против «Звезды» получил травму и за вторую часть сезона 2017/18 провёл лишь 3 игры. В конце сентября 2018 года стал игроком одесского «Черноморца», сыграл 13 матчей за сезон 2018/19.
11 июля 2019 года перешёл в «СКА-Хабаровск».